# 레이철 마이너
레이철 앤 마이너(영어: Rachel Ann Miner, 1980년 7월 29일 ~ )는 미국의 배우이다.

## 출연 작품
- 프랭크 더 바스타드 (2013)
- 인 데어 스킨 (2012)
- 크로스:신의후예 (2011)
- 다크 애즈 데이 (2011)
- 51구역 (2011)
- 라이프 오브 레몬 (2009)
- 나비효과: 레버레이션 (2009)
- 피어 잇셀프 (2008)
- 더 블루 아워 (2007)
- 컬트 (2007)
- 투스 앤 네일 (2007)
- 캘리포니케이션 시즌1 (2007)
- 어니언 언더워터 (2006)
- 페니 드레드풀 (2006)
- 팻와 (2006)
- 블랙 달리아 (2006)
- 고스트 앤 크라임 (2005)
- 올랜도블룸의 위험한 열정 (2004)
- 불리 (2001)
- 조이 더 킹 (1999)
- 바보 헨리 (1997)
- 가딩 라이트 (1952)